# 海尔 (安特卫普省)
海尔（荷蘭語：Geel，荷蘭語發音：[ɣeːl] ⓘ）是比利时弗拉芒大區安特衛普省蒂倫豪特區的一座城市，通行荷蘭語，是弗拉芒社群的一部分，面积110.2平方千米，人口41,146人（2022年1月1日）。